# Список астероїдів (10001—10100)
| Назва                               | Тимчасове позначення | Дата відкриття    | Місце відкриття                | Відкривач                                              |
| ----------------------------------- | -------------------- | ----------------- | ------------------------------ | ------------------------------------------------------ |
| 10001 Палермо (Palermo)             | 1969 TM1             | 8 жовтня 1969     | КрАО                           | Черних Людмила Іванівна                                |
| 10002 Баґдасаріян (Bagdasarian)     | 1969 TQ1             | 8 жовтня 1969     | КрАО                           | Черних Людмила Іванівна                                |
| (10003) 1971 UD1                    | 1971 UD1             | 26 жовтня 1971    | Гамбурзька обсерваторія        | Любош Когоутек                                         |
| 10004 Ігормакаров (Igormakarov)     | 1975 VV2             | 2 листопада 1975  | КрАО                           | Смирнова Тамара Михайлівна                             |
| 10005 Чернега (Chernega)            | 1976 SS2             | 24 вересня 1976   | КрАО                           | Черних Микола Степанович                               |
| 10006 Сессай (Sessai)               | 1976 UR15            | 22 жовтня 1976    | Обсерваторія Кісо              | Хірокі Косаї, Кіїтіро Фурукава                         |
| 10007 Малийтеатр (Malytheatre)      | 1976 YF3             | 16 грудня 1976    | КрАО                           | Черних Людмила Іванівна                                |
| 10008 Райсанйо (Raisanyo)           | 1977 DT2             | 18 лютого 1977    | Обсерваторія Кісо              | Хірокі Косаї, Кіїтіро Фурукава                         |
| 10009 Хіросетансо (Hirosetanso)     | 1977 EA6             | 12 березня 1977   | Обсерваторія Кісо              | Хірокі Косаї, Кіїтіро Фурукава                         |
| 10010 Рудруна (Rudruna)             | 1978 PW3             | 9 серпня 1978     | КрАО                           | Черних Микола Степанович, Черних Людмила Іванівна      |
| 10011 Авідзба (Avidzba)             | 1978 QY1             | 31 серпня 1978    | КрАО                           | Микола Черних                                          |
| 10012 Тмутараканія (Tmutarakania)   | 1978 RE3             | 3 вересня 1978    | КрАО                           | Черних Микола Степанович, Карачкіна Людмила Георгіївна |
| 10013 Стенхольм (Stenholm)          | 1978 RR8             | 2 вересня 1978    | Обсерваторія Ла-Сілья          | Клаес-Інґвар Лаґерквіст                                |
| 10014 Шайм (Shaim)                  | 1978 SE3             | 26 вересня 1978   | КрАО                           | Журавльова Людмила Василівна                           |
| 10015 Валенлебедєв (Valenlebedev)   | 1978 SA5             | 27 вересня 1978   | КрАО                           | Черних Людмила Іванівна                                |
| 10016 Юган (Yugan)                  | 1978 SW7             | 26 вересня 1978   | КрАО                           | Журавльова Людмила Василівна                           |
| 10017 Jaotsungi                     | 1978 UP2             | 30 жовтня 1978    | Обсерваторія Цзицзіньшань      | Обсерваторія Червона Гора                              |
| (10018) 1979 MG4                    | 1979 MG4             | 25 червня 1979    | Обсерваторія Сайдинг-Спрінг    | Е. Гелін, Ш. Дж. Бас                                   |
| (10019) 1979 MK7                    | 1979 MK7             | 25 червня 1979    | Обсерваторія Сайдинг-Спрінг    | Е. Гелін, Ш. Дж. Бас                                   |
| (10020) 1979 OQ5                    | 1979 OQ5             | 24 липня 1979     | Паломарська обсерваторія       | Ш. Дж. Бас                                             |
| 10021 Хенья (Henja)                 | 1979 QC1             | 22 серпня 1979    | Обсерваторія Ла-Сілья          | Клаес-Інґвар Лаґерквіст                                |
| 10022 Зубов (Zubov)                 | 1979 SU2             | 22 вересня 1979   | КрАО                           | Черних Микола Степанович                               |
| 10023 Владіфедоров (Vladifedorov)   | 1979 WX3             | 17 листопада 1979 | КрАО                           | Черних Людмила Іванівна                                |
| 10024 Мартагейзен (Marthahazen)     | 1980 EB              | 10 березня 1980   | Гарвардська обсерваторія       | Гарвардська обсерваторія                               |
| 10025 Рауер (Rauer)                 | 1980 FO1             | 16 березня 1980   | Обсерваторія Ла-Сілья          | Клаес-Інґвар Лаґерквіст                                |
| (10026) 1980 RE1                    | 1980 RE1             | 3 вересня 1980    | Обсерваторія Клеть             | Антонін Мркос                                          |
| 10027 Пероцці (Perozzi)             | 1981 FL              | 30 березня 1981   | Станція Андерсон-Меса          | Едвард Бовелл                                          |
| 10028 Бонус (Bonus)                 | 1981 JM2             | 5 травня 1981     | Паломарська обсерваторія       | Керолін Шумейкер                                       |
| 10029 Хірамперкінс (Hiramperkins)   | 1981 QF              | 30 серпня 1981    | Станція Андерсон-Меса          | Едвард Бовелл                                          |
| 10030 Філкінан (Philkeenan)         | 1981 QG              | 30 серпня 1981    | Станція Андерсон-Меса          | Едвард Бовелл                                          |
| 10031 Владарнольда (Vladarnolda)    | 1981 RB2             | 7 вересня 1981    | КрАО                           | Карачкіна Людмила Георгіївна                           |
| (10032) 1981 RF7                    | 1981 RF7             | 3 вересня 1981    | Паломарська обсерваторія       | Ш. Дж. Бас                                             |
| (10033) 1981 UJ23                   | 1981 UJ23            | 24 жовтня 1981    | Паломарська обсерваторія       | Ш. Дж. Бас                                             |
| 10034 Бірлан (Birlan)               | 1981 YG              | 30 грудня 1981    | Станція Андерсон-Меса          | Едвард Бовелл                                          |
| (10035) 1982 DC2                    | 1982 DC2             | 16 лютого 1982    | Обсерваторія Клеть             | Ладіслав Брожек                                        |
| 10036 МакҐаха (McGaha)              | 1982 OF              | 24 липня 1982     | Станція Андерсон-Меса          | Едвард Бовелл                                          |
| (10037) 1984 BQ                     | 1984 BQ              | 26 січня 1984     | Обсерваторія Клеть             | Антонін Мркос                                          |
| 10038 Tanaro                        | 1984 HO1             | 28 квітня 1984    | Обсерваторія Ла-Сілья          | Вінченцо Дзаппала                                      |
| 10039 Кіт Сіл (Keet Seel)           | 1984 LK              | 2 червня 1984     | Станція Андерсон-Меса          | Браян Скіфф                                            |
| (10040) 1984 QM                     | 1984 QM              | 24 серпня 1984    | Обсерваторія Клеть             | Зденька Ваврова                                        |
| 10041 Паркінсон (Parkinson)         | 1985 HS1             | 24 квітня 1985    | Паломарська обсерваторія       | Керолін Шумейкер, Юджин Шумейкер                       |
| 10042 Будстюарт (Budstewart)        | 1985 PL              | 14 серпня 1985    | Станція Андерсон-Меса          | Едвард Бовелл                                          |
| 10043 Джейнган (Janegann)           | 1985 PN              | 14 серпня 1985    | Станція Андерсон-Меса          | Едвард Бовелл                                          |
| 10044 Скваєрс (Squyres)             | 1985 RU              | 15 вересня 1985   | Паломарська обсерваторія       | Керолін Шумейкер, Юджин Шумейкер                       |
| (10045) 1985 RJ3                    | 1985 RJ3             | 6 вересня 1985    | Обсерваторія Ла-Сілья          | Анрі Дебеонь                                           |
| 10046 Крейґтон (Creighton)          | 1986 JC              | 2 травня 1986     | Паломарська обсерваторія       | INAS                                                   |
| (10047) 1986 QK2                    | 1986 QK2             | 28 серпня 1986    | Обсерваторія Ла-Сілья          | Анрі Дебеонь                                           |
| 10048 Ґренбех (Gronbech)            | 1986 TQ              | 3 жовтня 1986     | Обсерваторія Брорфельде        | Поуль Єнсен                                            |
| 10049 Ворович (Vorovich)            | 1986 TZ11            | 3 жовтня 1986     | КрАО                           | Карачкіна Людмила Георгіївна                           |
| 10050 Реймен (Rayman)               | 1987 MA1             | 28 червня 1987    | Паломарська обсерваторія       | Е. Гелін                                               |
| 10051 Albee                         | 1987 QG6             | 23 серпня 1987    | Паломарська обсерваторія       | Е. Гелін                                               |
| (10052) 1987 SM12                   | 1987 SM12            | 16 вересня 1987   | Обсерваторія Ла-Сілья          | Анрі Дебеонь                                           |
| (10053) 1987 SR12                   | 1987 SR12            | 16 вересня 1987   | Обсерваторія Ла-Сілья          | Анрі Дебеонь                                           |
| 10054 Соломін (Solomin)             | 1987 SQ17            | 17 вересня 1987   | КрАО                           | Черних Людмила Іванівна                                |
| 10055 Зільхер (Silcher)             | 1987 YC1             | 22 грудня 1987    | Обсерваторія Карла Шварцшильда | Ф. Бернґен                                             |
| (10056) 1988 BX3                    | 1988 BX3             | 19 січня 1988     | Обсерваторія Ла-Сілья          | Анрі Дебеонь                                           |
| 10057 Л'Обель (L'Obel)              | 1988 CO1             | 11 лютого 1988    | Обсерваторія Ла-Сілья          | Ерік Вальтер Ельст                                     |
| (10058) 1988 DD5                    | 1988 DD5             | 25 лютого 1988    | Обсерваторія Сайдинг-Спрінг    | Роберт Макнот                                          |
| (10059) 1988 FS2                    | 1988 FS2             | 21 березня 1988   | Смолян                         | Болгарська Національна обсерваторія                    |
| 10060 Емімілн (Amymilne)            | 1988 GL              | 12 квітня 1988    | Паломарська обсерваторія       | Керолін Шумейкер, Юджин Шумейкер                       |
| 10061 Ндолапрата (Ndolaprata)       | 1988 PG1             | 11 серпня 1988    | Обсерваторія Сайдинг-Спрінг    | Ендрю Ноймер                                           |
| (10062) 1988 RV4                    | 1988 RV4             | 1 вересня 1988    | Обсерваторія Ла-Сілья          | Анрі Дебеонь                                           |
| (10063) 1988 SZ2                    | 1988 SZ2             | 16 вересня 1988   | Обсерваторія Серро Тололо      | Ш. Дж. Бас                                             |
| 10064 Хіросетамотсу (Hirosetamotsu) | 1988 UO              | 31 жовтня 1988    | YGCO (станція Тійода)          | Такуо Кодзіма                                          |
| (10065) 1988 XK                     | 1988 XK              | 3 грудня 1988     | Обсерваторія Ґекко             | Йошіакі Ошіма                                          |
| (10066) 1988 XV2                    | 1988 XV2             | 1 грудня 1988     | Обсерваторія Брорфельде        | Поуль Єнсен                                            |
| 10067 Бертуч (Bertuch)              | 1989 AL6             | 11 січня 1989     | Обсерваторія Карла Шварцшильда | Ф. Бернґен                                             |
| 10068 Додоенс (Dodoens)             | 1989 CT2             | 4 лютого 1989     | Обсерваторія Ла-Сілья          | Ерік Вальтер Ельст                                     |
| 10069 Фонтенелле (Fontenelle)       | 1989 CW2             | 4 лютого 1989     | Обсерваторія Ла-Сілья          | Ерік Вальтер Ельст                                     |
| 10070 Ліузонглі (Liuzongli)         | 1989 CB8             | 7 лютого 1989     | Обсерваторія Ла-Сілья          | Анрі Дебеонь                                           |
| (10071) 1989 EZ2                    | 1989 EZ2             | 2 березня 1989    | Обсерваторія Ла-Сілья          | Ерік Вальтер Ельст                                     |
| (10072) 1989 GF1                    | 1989 GF1             | 3 квітня 1989     | Обсерваторія Ла-Сілья          | Ерік Вальтер Ельст                                     |
| (10073) 1989 GJ2                    | 1989 GJ2             | 3 квітня 1989     | Обсерваторія Ла-Сілья          | Ерік Вальтер Ельст                                     |
| (10074) 1989 GH4                    | 1989 GH4             | 3 квітня 1989     | Обсерваторія Ла-Сілья          | Ерік Вальтер Ельст                                     |
| (10075) 1989 GR4                    | 1989 GR4             | 3 квітня 1989     | Обсерваторія Ла-Сілья          | Ерік Вальтер Ельст                                     |
| (10076) 1989 PK                     | 1989 PK              | 9 серпня 1989     | Паломарська обсерваторія       | Е. Гелін                                               |
| (10077) 1989 UL1                    | 1989 UL1             | 26 жовтня 1989    | Обсерваторія Кушіро            | Сейджі Уеда, Хіроші Канеда                             |
| 10078 Станторп (Stanthorpe)         | 1989 UJ3             | 30 жовтня 1989    | Обсерваторія Ґейсей            | Тсутому Секі                                           |
| 10079 Меньє (Meunier)               | 1989 XD2             | 2 грудня 1989     | Обсерваторія Ла-Сілья          | Ерік Вальтер Ельст                                     |
| (10080) 1990 OF1                    | 1990 OF1             | 18 липня 1990     | Паломарська обсерваторія       | Е. Гелін                                               |
| (10081) 1990 OW1                    | 1990 OW1             | 29 липня 1990     | Паломарська обсерваторія       | Генрі Гольт                                            |
| (10082) 1990 OF2                    | 1990 OF2             | 29 липня 1990     | Паломарська обсерваторія       | Генрі Гольт                                            |
| (10083) 1990 QE2                    | 1990 QE2             | 22 серпня 1990    | Паломарська обсерваторія       | Генрі Гольт                                            |
| (10084) 1990 QC5                    | 1990 QC5             | 25 серпня 1990    | Паломарська обсерваторія       | Генрі Гольт                                            |
| (10085) 1990 QF5                    | 1990 QF5             | 25 серпня 1990    | Паломарська обсерваторія       | Генрі Гольт                                            |
| (10086) 1990 SZ                     | 1990 SZ              | 16 вересня 1990   | Паломарська обсерваторія       | Генрі Гольт                                            |
| (10087) 1990 SG3                    | 1990 SG3             | 18 вересня 1990   | Паломарська обсерваторія       | Генрі Гольт                                            |
| 10088 Дінь (Digne)                  | 1990 SG8             | 22 вересня 1990   | Обсерваторія Ла-Сілья          | Ерік Вальтер Ельст                                     |
| 10089 Тюрго (Turgot)                | 1990 SS9             | 22 вересня 1990   | Обсерваторія Ла-Сілья          | Ерік Вальтер Ельст                                     |
| 10090 Сікорський (Sikorsky)         | 1990 TK15            | 13 жовтня 1990    | КрАО                           | Карачкіна Людмила Георгіївна, Ґ. Кастель               |
| 10091 Бандезан (Bandaisan)          | 1990 VD3             | 11 листопада 1990 | Обсерваторія Ґейсей            | Тсутому Секі                                           |
| 10092 Сасакі (Sasaki)               | 1990 VD4             | 15 листопада 1990 | Обсерваторія Кітамі            | Кін Ендате, Кадзуро Ватанабе                           |
| 10093 Дізель (Diesel)               | 1990 WX1             | 18 листопада 1990 | Обсерваторія Ла-Сілья          | Ерік Вальтер Ельст                                     |
| 10094 Еіїкато (Eijikato)            | 1991 DK              | 20 лютого 1991    | Обсерваторія Ґейсей            | Тсутому Секі                                           |
| 10095 Карллеве (Carlloewe)          | 1991 RP2             | 9 вересня 1991    | Обсерваторія Карла Шварцшильда | Ф. Бернґен, Лутц Шмадель                               |
| (10096) 1991 RK5                    | 1991 RK5             | 13 вересня 1991   | Паломарська обсерваторія       | Генрі Гольт                                            |
| (10097) 1991 RV16                   | 1991 RV16            | 15 вересня 1991   | Паломарська обсерваторія       | Генрі Гольт                                            |
| (10098) 1991 SC1                    | 1991 SC1             | 30 вересня 1991   | Обсерваторія Сайдинг-Спрінг    | Роберт Макнот                                          |
| 10099 Ґлейзбрук (Glazebrook)        | 1991 VB9             | 4 листопада 1991  | Обсерваторія Кітт-Пік          | Spacewatch                                             |
| 10100 Бюргель (Burgel)              | 1991 XH1             | 10 грудня 1991    | Обсерваторія Карла Шварцшильда | Ф. Бернґен                                             |

| ← Астероїди 10001—20000 → |             |             |             |             |             |             |             |             |             |
| 10001—10100               | 11001—11100 | 12001—12100 | 13001—13100 | 14001—14100 | 15001—15100 | 16001—16100 | 17001—17100 | 18001—18100 | 19001—19100 |
| 10101—10200               | 11101—11200 | 12101—12200 | 13101—13200 | 14101—14200 | 15101—15200 | 16101—16200 | 17101—17200 | 18101—18200 | 19101—19200 |
| 10201—10300               | 11201—11300 | 12201—12300 | 13201—13300 | 14201—14300 | 15201—15300 | 16201—16300 | 17201—17300 | 18201—18300 | 19201—19300 |
| 10301—10400               | 11301—11400 | 12301—12400 | 13301—13400 | 14301—14400 | 15301—15400 | 16301—16400 | 17301—17400 | 18301—18400 | 19301—19400 |
| 10401—10500               | 11401—11500 | 12401—12500 | 13401—13500 | 14401—14500 | 15401—15500 | 16401—16500 | 17401—17500 | 18401—18500 | 19401—19500 |
| 10501—10600               | 11501—11600 | 12501—12600 | 13501—13600 | 14501—14600 | 15501—15600 | 16501—16600 | 17501—17600 | 18501—18600 | 19501—19600 |
| 10601—10700               | 11601—11700 | 12601—12700 | 13601—13700 | 14601—14700 | 15601—15700 | 16601—16700 | 17601—17700 | 18601—18700 | 19601—19700 |
| 10701—10800               | 11701—11800 | 12701—12800 | 13701—13800 | 14701—14800 | 15701—15800 | 16701—16800 | 17701—17800 | 18701—18800 | 19701—19800 |
| 10801—10900               | 11801—11900 | 12801—12900 | 13801—13900 | 14801—14900 | 15801—15900 | 16801—16900 | 17801—17900 | 18801—18900 | 19801—19900 |
| 10901—11000               | 11901—12000 | 12901—13000 | 13901—14000 | 14901—15000 | 15901—16000 | 16901—17000 | 17901—18000 | 18901—19000 | 19901—20000 |